# ナイトレイド
『ナイトレイド』（NIGHT RAID）は、タクミコーポレーションが2001年にリリースしたシューティングゲームである。アーケード版の発売元はタイトー。
タクミが過去に発売したタイトルと同じく、特徴的なスコアシステムと無敵時間を伴う攻防一体のシステム「ハグランチャー」を備えている。

## ゲームシステム
8方向レバー、3ボタン（ショット、ハグランチャー、ボム）で自機を操作する。
全6ステージ。なお、本作も敵機との接触判定はなく、敵弾との接触のみミスとなる。

### アイテム
隠しアイテムを除いてプレイ中に出現するアイテムは3種類。
| アイテム名           | 効果                             |
| -------------------- | -------------------------------- |
| パワーアップアイテム | メインショットの威力を上げる     |
| ボムアイテム         | ボムのストックが増える           |
| スコアアイテム       | スコアサーモのゲージを増減させる |

### スコアサーモ
本作における得点倍率のシステム。
タクミの過去の作品同様、スコアアイテムを取得することで倍率が上昇し、ゲーム中の得点に掛かる。ただし、このスコアアイテムは画面外に逃すと倍率が下がる仕様となっている。スコアアイテムを1つ取るごとに+4、画面外に1つ逃がす度に－5。倍率の範囲は-100倍から100倍で、極めて珍しいことに得点は0以下にもなるため、本作のスコアランキングは、最高得点を競う「プラス」、最低得点を競う「マイナス」、ゲームクリア時にどれだけ0に近いかを競う「ニアゼロ」の3種類となっている。
前述のとおり本作には3部門のスコアランキングがあるが、『月刊アルカディア』誌でのスコア集計はプラス集計のみ実施され、マイナス、ニアゼロ部門は対象外となった。

### ショット
ショットはボタンを押し続けるとオート連射になる。アイテムを取ることで4段階までパワーアップする。3段階目以降はボタン連打での攻撃で威力が上がる。

### ハグランチャー
画面下のWAVEゲージが最大の状態で「ハグランチャー」ボタンを押すと、自機から分離した翼が前方の敵機を攻撃し、敵弾を消す。自機の翼は画面内の敵を自動で追尾する。ハグランチャーが敵に当たるとスコアアイテムに変わる。発動中は自機が無敵状態となる。
ハグランチャーが敵機に当たった状態でレバーをガチャガチャと縦横無尽に動かす（レバガチャ）と、翼が別の敵機を次々と攻撃する。これを「連爆」といい、1回のハグランチャーで発生した連爆回数に応じてボーナス得点が得られる。連爆回数はレバガチャの回数が多いほど多くなる。連爆によって発動時間も長くなる。なお、連爆中も自機は無敵である。
WAVEゲージは時間で回復するが、これもレバガチャで早くなる。

### 左上
本作には自機を左上隅に移動させると、ほとんどの敵機が弾を撃ってこなくなるというバグがある。

## 内容
舞台となるのは西暦3309年の地球。人類や動植物は滅亡しているコンピューターだけの世界。

## 移植版
PlayStation版が、2002年10月10日に発売された。
新たにスコアアタックモードが追加された代わりに、2人同時プレイは削除されている。また、ポーズができない。